# Sundown town

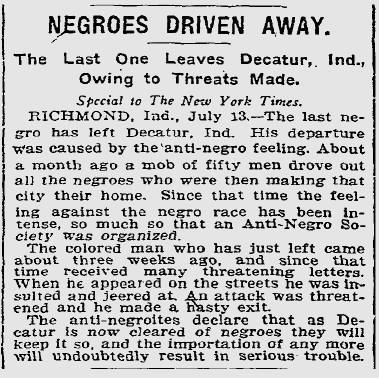
Article du New York Times décrivant la dernière expulsion de force d'un Noir de Decatur, dans l'Indiana (14 juillet 1902).

Les sundown towns, littéralement en français : villes du coucher de soleil, également appelées sunset towns, gray towns ou sundowner towns, sont, aux États-Unis, des villes ou des quartiers qui pratiquaient une des formes de la ségrégation raciale et des lois Jim Crow, en prohibant par des lois locales la présence et la résidence d'Afro-Américains ou plus généralement de personnes de couleurs comme les Latino-Américains, les Amérindiens, les Sino-Américains en leur sein dès le coucher du soleil. Les récalcitrants encouraient au mieux des peines de prison, au pire des lynchages pratiqués par des groupes de suprémacistes blancs comme le Ku Klux Klan,. 
Des comtés entiers (sundown counties) et des banlieues (sundown suburbs) ont également établi des lois semblables. 
Le terme provient de panneaux indiquant que les « personnes de couleur » doivent quitter la ville avant le coucher de soleil. Selon les enquêtes menées par l'historien James W. Loewen (en), ces pratiques sévissaient majoritairement dans des villes des États du Nord comme l'Illinois, le Wisconsin, le Michigan, l'Iowa, l'État de New York. Ces pratiques discriminatoires visaient à interdire, au sein de quartiers, de villes, la présence d'Afro-Américains en tant que résidents qu'ils soient propriétaires ou locataires. Les États du Sud le pratiquaient moins pour des raisons de présence nécessaire de leur personnel afro-américains soit au sein de leur entreprise (café, restaurant, fermes...), soit au sein de leur foyer (domestiques). Cela dit certaines villes du Sud tenaient à garantir la "blanchité" de leur ville en interdisant la présence de tout résident Afro-Américain en leur sein mais cela ne concernait que de petites agglomérations comme le hameau d'Alix, Arkansas (en), ou des petites villes comme Paragould toujours dans l'Arkansas, et d'autres villes résidentielles tenant à rassurer de futurs propriétaires qu'ils n'auront pas de personnes Noires comme voisins,.
Il faut différencier les sundown towns, qui mènent des politiques et des actions discriminatoires, des villes qui n'ont pas de résidents afro-américains pour des raisons démographiques. Historiquement, les villes sont confirmées comme sundown towns par des articles de journaux, des histoires de comtés et des dossiers de la Work Projects Administration (1935-1943) corroborés par des dossiers administratifs ou des recensements américains montrant une absence de personnes de couleurs ou une forte baisse de la population afro-américaine entre deux recensements,,.
Ces pratiques ont été abolies dans les années 1960 par l'adoption de différentes lois fédérales comme le Civil Rights Act de 1964, le Voting Rights Act de 1965 et le Civil Rights Act de 1968 prohibant toutes les lois et réglementations ségrégatives sur l'ensemble des États-Unis et notamment sur les discriminations touchant l'accès au logement.

## Histoire

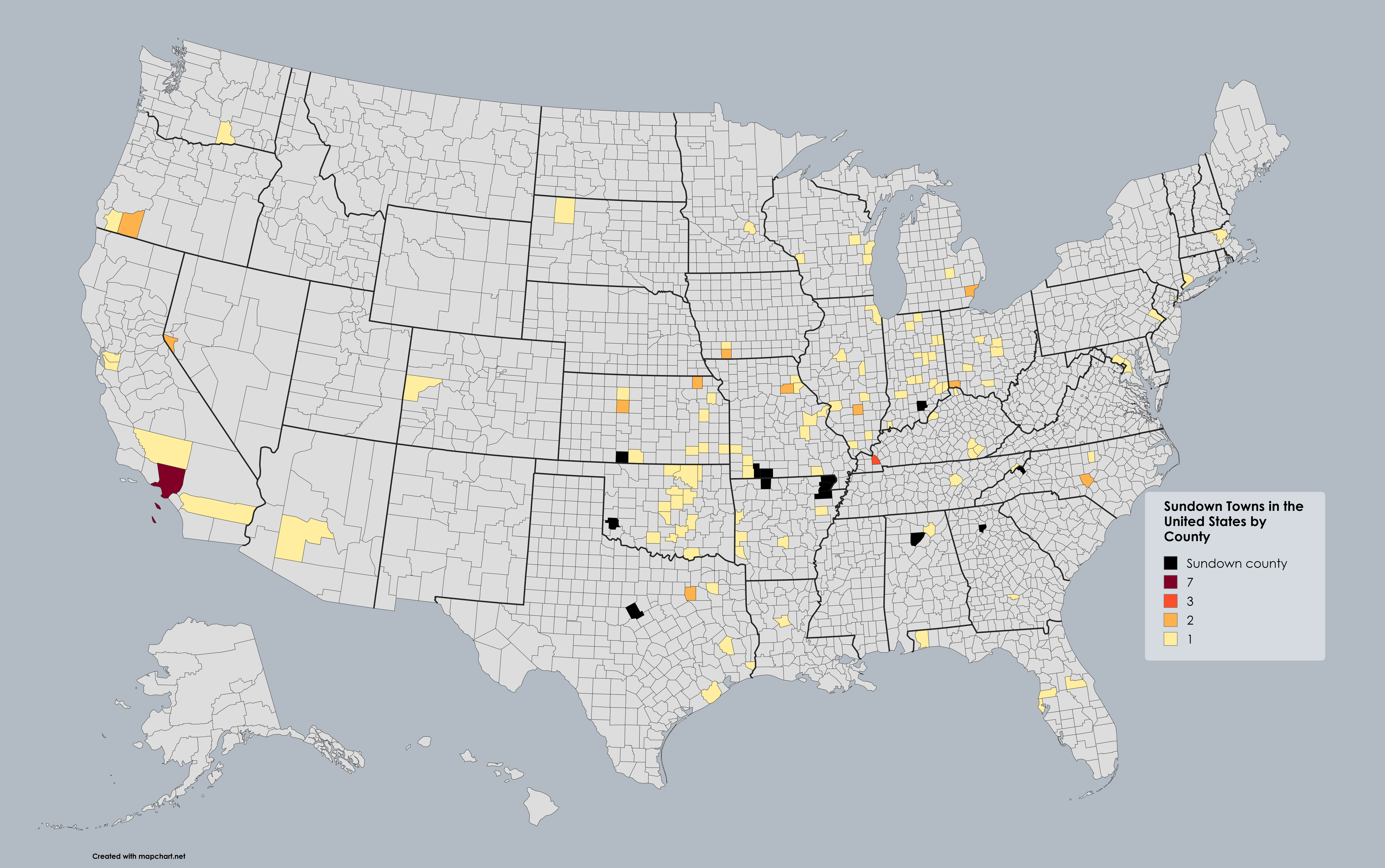
Sundown towns

Les restrictions légales raciales sur les activités et les mouvements nocturnes de certains individus commencent dès la colonisation anglaise de l'Amérique du Nord. En 1714, la cour générale coloniale et l'assemblée législative du New Hampshire adoptent une « loi pour prévenir les troubles nocturnes » :  

« Alors que les grands désordres, les insolences et les cambriolages sont souvent relevés et commis dans la nuit par des serviteurs et des esclaves indiens, noirs et mulâtres à l'inquiétude et à la douleur de sa Majesté, aucun Indien, Noir ou Mulâtre ne doit être hors de chez lui après 9 heures du soir,. »

Cette décision est reprise et confirmée par cette même cour, en 1759, par une loi concernant la prévention des troubles nocturnes,. Des annonces soulignant et réaffirmant le couvre-feu sont publiées dans The New Hampshire Gazette, en 1764 et 1771.
Après la fin de l'époque de la reconstruction, plusieurs milliers de villes et de comtés, à travers les États-Unis, deviennent des localités du coucher du soleil, dans le cadre de l'imposition des lois Jim Crow et d'autres pratiques racistes. Dans la plupart des cas, l'exclusion était une politique officielle de la ville ou était décrétée par les agents immobiliers de la communauté, via des conventions d'exclusion (en) en vigueur, qui pouvaient acheter ou louer des biens. Dans d'autres cas, la politique est appliquée par le biais de l'intimidation. Cette intimidation peut se produire de plusieurs façons, notamment par le harcèlement des agents de la force publique. Bien que l'on pense généralement que ces conventions racialement restrictives appartiennent au passé - elles ont été annulées par la Cour suprême dans son arrêt Shelley contre Kraemer (en), de 1948 - des centaines de villes continuent d'exclure effectivement les Noirs et d'autres minorités au XXIe siècle.
En 1844, l'Oregon interdit totalement l'accès au territoire aux Afro-Américains (en). Ceux qui ne quittent pas l’État peuvent s'attendre à recevoir des coups de fouet, en vertu d'une loi connue sous l’appellation de Peter Burnett Lash Law, du nom du juge suprême provisoire Peter Hardeman Burnett. Aucune personne n'a jamais été fouettée en vertu de cette loi ; elle a été rapidement modifiée pour remplacer le fouet par le travail forcé et a finalement été abrogée, l'année suivante, après un changement dans la composition du corps législatif,.
Cependant, des lois supplémentaires, visant à permettre aux Afro-Américains d'entrer dans l'Oregon, sont ratifiées en 1849 et 1857, la dernière n'ayant été abrogée qu'en 1926,,. Cette loi de l'Oregon préfigure de futures lois limitant les lieux où les minorités pourraient vivre, non seulement en Oregon, mais aussi dans d'autres juridictions.
En dehors de l'Oregon, d'autres endroits se tournent vers les lois et la législation pour empêcher les Noirs de résider dans les villes et les États, comme par exemple à Louisville, dans le Kentucky, dont le maire propose, en 1911, une loi qui empêcherait les Noirs de posséder des biens, dans certaines parties de la ville. Cette ordonnance de la ville attire l'attention du public lorsqu'elle est contestée dans l'affaire Buchanan v. Warley (en), de la Cour suprême des États-Unis, en 1917. En fin de compte, la cour décide que les lois adoptées à Louisville sont inconstitutionnelles, établissant ainsi un précédent juridique selon lequel des lois similaires ne pourront pas exister ou être adoptées à l'avenir. Cette seule victoire juridique n'empêche pas les villes de se développer pour devenir des villes du coucher du soleil. Les urbanistes et les sociétés immobilières utilisent leur pouvoir et leur autorité pour faire en sorte que les communautés blanches restent blanches et que les communautés noires restent noires. Il s'agit de personnes privées qui prennent des décisions pour leur propre bénéfice, celui de leurs entreprises ou la prétendue sécurité de leurs villes, si bien que leurs méthodes pour créer des villes du coucher du soleil sont souvent ignorées par les tribunaux. En plus des règles de logement injustes, les citoyens se tournent vers la violence et le harcèlement pour s'assurer que les Noirs ne restent pas dans leur ville après le coucher du soleil. Les Blancs du Nord ressentent que leur mode de vie est menacé par l'augmentation des populations minoritaires qui s'installent dans leurs quartiers et les tensions raciales commencent à s'accumuler. Cela débouche souvent sur des violences, parfois extrêmes, comme l'émeute raciale de Detroit, en 1943 (en).
Depuis le mouvement pour les droits civiques, des années 1950 et 1960, et surtout depuis le Civil Rights Act de 1968, relatif à l'interdiction de la discrimination raciale dans la vente, la location et le financement du logement par la loi sur le logement équitable de 1968, le nombre de villes du coucher du soleil a diminué. Cependant, comme l'écrit le sociologue James William Loewen dans son livre, Sundown Towns : A Hidden Dimension of American Racism, il est impossible de compter avec précision le nombre de villes du crépuscule à un moment donné, car la plupart des villes n'ont pas tenu de registre des ordonnances ou des panneaux qui marquaient le statut de la ville au crépuscule. Il note également que des centaines de villes américaines ont été des villes du crépuscule à un moment donné de leur histoire.
En outre, Loewen écrit que le statut de coucher du soleil signifie plus que le fait que les Afro-Américains ne pouvaient pas vivre dans ces villes. Tous les Noirs qui entraient ou étaient trouvés dans les villes du coucher du soleil après le crépuscule étaient victimes de harcèlement, de menaces et de violences, y compris de lynchage.
L'affaire Brown v. Board of Education de la Cour suprême a déclaré la ségrégation scolaire (en) inconstitutionnelle, en 1954. Loewen soutient que cette affaire a fait de certaines municipalités, du Sud, des villes du coucher du soleil : Le Missouri, le Tennessee et le Kentucky ont vu leur population afro-américaine chuter de façon drastique à la suite de la décision.

## Fonctionnement

### Exclusions ethniques
Les Afro-Américains n'étaient pas le seul groupe minoritaire à ne pas être autorisé à vivre dans les villes blanches. Un exemple, selon Loewen, est qu'en 1870, les Chinois représentaient un tiers de la population de l'Idaho. Après une vague de violence et une convention anti-chinoise, de 1886, à Boise, il n'en restait presque plus en 1910. Dans un autre exemple, la ville de Gardnerville, dans le Nevada, aurait donné un coup de sifflet à 18 heures, chaque jour, pour avertir les Amérindiens de partir avant le coucher du soleil.
Voici deux autres exemples des nombreux panneaux routiers documentés au cours de la première moitié du XXe siècle :
- Dans le Colorado : « Pas de Mexicains après la nuit ».
- Dans le Connecticut : « Les Blancs seulement dans les limites de la ville après la tombée de la nuit ».

Au Nevada, l'interdiction est étendue aux Japonais. Les Juifs se voient également interdire de vivre dans certaines villes du coucher du soleil, comme à Darien (Connecticut) et Lake Forest (Illinois) (qui a conservé des conventions de logement anti-juives et anti-afro-américaines, jusqu'en 1990).
Dans l'article de Maria Marulanda, paru en 2011 dans la Fordham Law Review (en), intitulé Préemption, lois sur l'immigration en patchwork et l'éventualité de Sundown Towns basanées, Marulanda décrit la possibilité pour les minorités non-noires d'être exclues des villes aux États-Unis. Marulanda fait valoir que les lois et les ordonnances sur l'immigration dans certaines municipalités pouvaient créer des situations similaires à celles vécues par les Afro-Américains dans les villes du coucher du soleil. Les Hispano-Américains risquent de souffrir, malgré le fait que la cible présumée soit les immigrants illégaux, dans ces cas d'exclusion raciale.
Les Sino-Américains ont également été exclus de la plus grande partie de San Francisco, ce qui a conduit à la formation du quartier de Chinatown.

### Guides de voyage

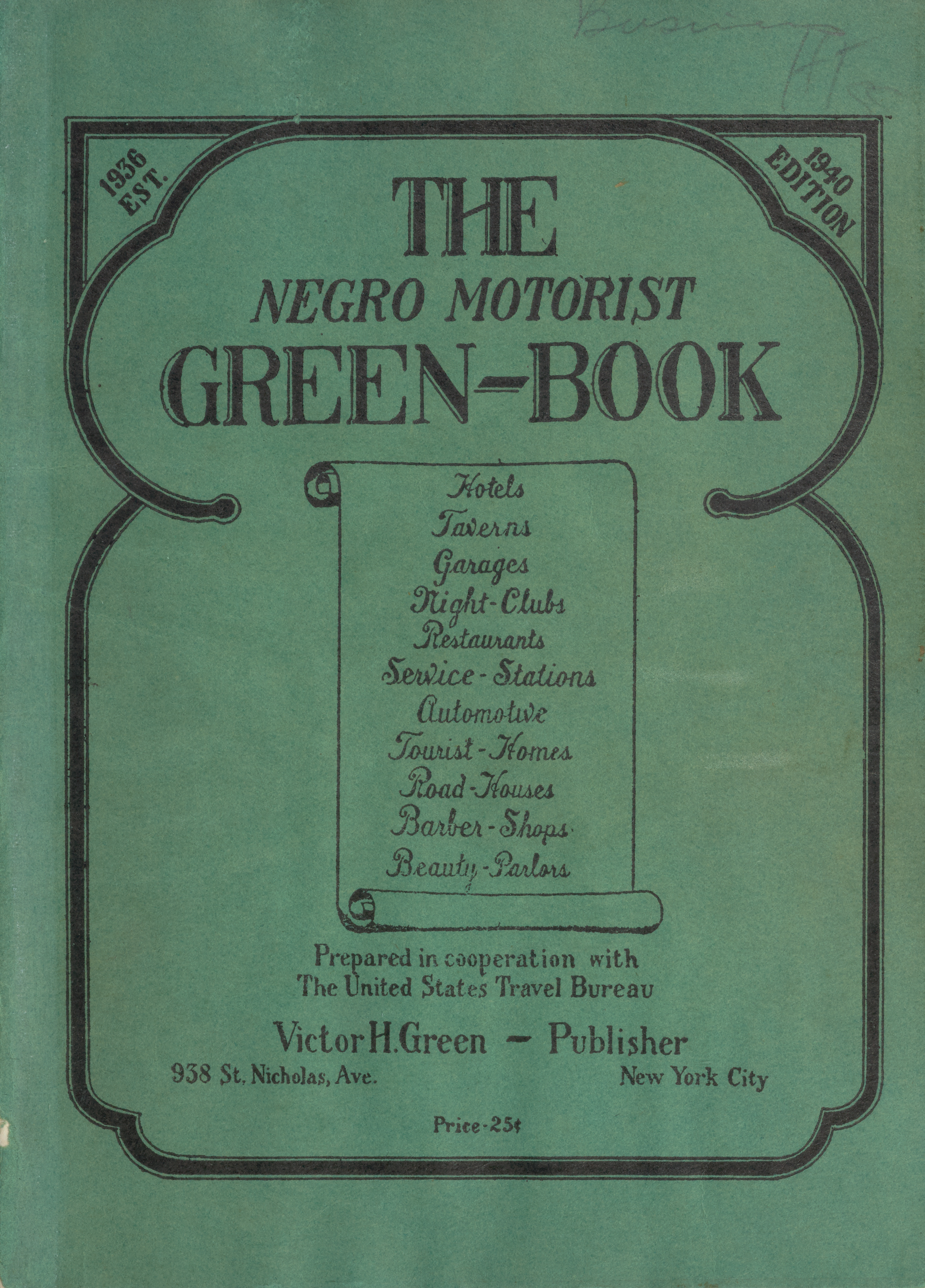
Couverture de l'édition de 1940 du guide The Negro Motorist Green Book (« Le livre vert de l'automobiliste noir »).

Décrit par Julian Bond, ancien président de la NAACP, comme « l'un des outils de survie de la ségrégation », The Negro Motorist Green Book (parfois intitulé The Negro Traveler's Green Book ou The Negro Motorist Green-Book, et communément appelé Green Book) est un guide annuel, datant de la ségrégation, destiné aux automobilistes afro-américains et publié par Victor Hugo Green, agent de voyage new-yorkais et ancien facteur de Hackensack (New Jersey). Il est publié aux États-Unis, de 1936 à 1966, pendant l'ère Jim Crow, où la discrimination à l'égard des non-Blancs était répandue.
Les voyages en voiture des Afro-Américains sont semés d'embûches et de dangers en raison de la ségrégation raciale, du profilage racial par la police, du phénomène des voyageurs qui « disparaissent » et de l'existence de nombreuses villes du coucher du soleil. Selon l'auteur Kate Kelly, « il y avait au moins 10 000 sundown towns aux États-Unis jusque dans les années 1960 ; dans une  sundown town, les non-Blancs devaient quitter les limites de la ville au crépuscule, sous peine d'être arrêtés par la police ou pire encore. Ces villes ne se limitaient pas au Sud - elles allaient de Levittown (New York), à Glendale (Californie), et comprenaient la majorité des municipalités de l'Illinois. » Le Livre vert conseillait également aux chauffeurs de porter, ou d'avoir sous la main, une casquette de chauffeur et, s'ils étaient arrêtés, de raconter qu'« ils livraient une voiture pour un Blanc ».
Le 7 juin 2017, la NAACP émet un avertissement à l'attention des voyageurs afro-américains potentiels dans le Missouri, leur suggérant, s'ils doivent s'y rendre, de voyager avec l'argent de la libération sous caution (en) à la main. Il s'agit du premier avertissement de la NAACP couvrant un État entier,.